# Tichitt
Tichitt (ou Tîchît) est une ville du centre-sud de la Mauritanie, située dans la région du Tagant.
Comme ceux de Ouadane, Chinguetti et Oualata, le ksour (village fortifié) de Tichitt est inscrit sur la liste du Patrimoine mondial de l'UNESCO depuis 1996.

## Population
Lors du Recensement général de la population et de l'habitat (RGPH) de 2000, Tichitt comptait 3 158 habitants.